# Оласабаль, Ойер
Ойер Оласа́баль Паре́дес (исп. Oier Olazábal Paredes; 14 сентября 1989) — испанский футболист, вратарь клуба «Пафос».

## Клубная карьера
В 2006 году Ойером заинтересовались «Реал Мадрид» и «Ливерпуль», но руководство «Барселоны Б» решило оставить перспективного вратаря у себя. В июне 2007 года Оласабаль подписал контракт с «Барселоной» до 2009 года. Впервые получил шанс защищать ворота «Барселоны» 5 августа 2007 года в товарищеском матче против китайского клуба «Бэйцзин Гоань».
За основную команду «Барселоны» Ойер дебютировал 2 января 2008 года в кубковом матче страны против «Алькояно», закончившийся вничью со счетом 2:2. Весь матч Ойер стоял хорошо, но в итоге всё же пропустил два гола. 17 мая 2009 года Ойеру было доверено стоять в воротах в матче чемпионата Испании против «Мальорки». Матч закончился поражением каталонцев 1:2, но «Барса» уже и до матча являлась чемпионом страны.

## Достижения
- Победитель Лиги чемпионов УЕФА: 2010/11
- Обладатель Суперкубка УЕФА: 2011
- Победитель Клубного чемпионата мира: 2011

## Статистика
| Выступление      | Выступление      | Выступление      | Лига | Лига | Кубок страны | Кубок страны | Еврокубки | Еврокубки | Другие | Другие | Итого | Итого |
| Клуб             | Лига             | Сезон            | Игры | Голы | Игры         | Голы         | Игры      | Голы      | Игры   | Голы   | Игры  | Голы  |
| ---------------- | ---------------- | ---------------- | ---- | ---- | ------------ | ------------ | --------- | --------- | ------ | ------ | ----- | ----- |
| Барселона B      | Терсера          | 2007/08          | 35   | -?   | —            | —            | —         | —         | —      | —      | 35    | ?     |
| Барселона B      | Сегунда Б        | 2008/09          | 9    | -?   | —            | —            | —         | —         | —      | —      | 9     | ?     |
| Барселона B      | Сегунда Б        | 2009/10          | 21   | -?   | —            | —            | —         | —         | —      | —      | 21    | ?     |
| Барселона B      | Сегунда          | 2010/11          | 15   | -28  | —            | —            | —         | —         | —      | —      | 15    | -28   |
| Барселона B      | Сегунда          | 2011/12          | 23   | -26  | —            | —            | —         | —         | —      | —      | 23    | -26   |
| Барселона B      | Итого            | Итого            | 103  | -?   | —            | —            | —         | —         | —      | —      | 103   | ?     |
| Барселона        | Ла Лига          | 2007/08          | 0    | -0   | 1            | -2           | —         | —         | 0      | -0     | 1     | -2    |
| Барселона        | Ла Лига          | 2008/09          | 1    | -2   | 0            | -0           | —         | —         | 0      | -0     | 1     | -2    |
| Барселона        | Итого            | Итого            | 1    | -2   | 1            | -2           | 0         | -0        | 0      | -0     | 2     | -4    |
| Всего за карьеру | Всего за карьеру | Всего за карьеру | 104  | -?   | 1            | -0           | 0         | -0        | 0      | -0     | 105   | ?     |